# Ken'ichi Uemura
Ken'ichi Uemura (上村 健一?, Uemura Ken'ichi; Yatsushiro, 22 aprile 1974) è un ex calciatore giapponese, di ruolo difensore, attuale allenatore del Kamatamare Sanuki.